# Bodião-azul-árabe
O bodião-azul-árabe (Larabicus quadrilineatus), é uma espécie de bodião restrita ao Mar Vermelho, no Oceano índico, sendo considerado uma espécie endêmica da região. Frequentemente é confundido com os bodiões-limpadores (Labroides spp.), embora quando juvenis, fazem o papel de peixes limpadores, que formam estações de limpeza em recifes e retiram parasitas de animais maiores.
Essa espécie de bodião é o único membro do gênero Larabicus, cuja etimologia vem da junção de Labrus, gênero tipo da família Labridae, bodiões e arabicus, que significa árabe. O epiteto quadrilineatus, faz referência a quatro linhas azuladas que possui pelo corpo.
O bodião-azul-árabe é uma espécie endêmica do Mar Vermelho, localizado no norte do Oceano índico, onde pode ser encontrado na costa do Egito para Somália.